# IAR-13
IAR-13 a fost un prototip derivat din predecesorul său, IAR-12, proiectat de Elie Carafoli. Fuzelajul și aripile au fost păstrate, modificările apărând la ampenaje. IAR-13 avea o structură mixtă din aluminiu și lemn de brad. Fuzelajul anterior era acoperit cu aliaje ușoare, iar cel posterior era împânzit. Aripile erau și ele împânzite. Avionul era propulsat de motorul în „V” răcit cu aer Hispano-Suiza 12Mc seria 647, de 500 CP (373 kW) care acționa o elice metalică Ratier No. 5s809 la turația de 2200 rpm. A zburat prima dată în 1932. Din el a derivat avionul IAR-14.
Deși performanțele erau superioare variantelor anterioare, demonstrația din 1933 susținută de lt. av. Eugen „Puiu” Pârvulescu nu a convins șefii ARR, care aveau rețineri față de avioanele de luptă monoplane cu aripa jos.
În 1935 ampenajele au fost modificate ca la IAR-16.

## Caracteristici
Caracteristici generale
Echipaj: 1 pilot
Caracteristici tehnice:
- Lungime: 9,98 m
- Anvergură: 11,5 m
- Înălțime: 2,46 m
- Suprafață portantă: 18,2 m2
- Greutare gol: 1150 kg
- Greutate totală: 1510 kg

Performanțe
- Viteză maximă la sol: 330 km/h
- Viteză la 5000 m înălțime: 308 km/h
- Viteză minimă: 109,5 km/h
- Plafon: 9300 m
- Timp de urcare la 8000 m: 19 min 21 sec

Armament
- 2 x Vickers 7,7 mm